# Jalostotitlán (kommun)
Jalostotitlán är en kommun i Mexiko.   Den ligger i delstaten Jalisco, i den centrala delen av landet, 400 km nordväst om huvudstaden Mexico City.
Följande samhällen finns i Jalostotitlán:
- Jalostotitlán
- Solidaridad Fraccionamiento
- San Nicolás de las Flores
- Los Planes
- Santa María de la O
- Las Cañadas
- El Mayoral de Abajo
- Santa Martha
- Barrio de Reyes